# Andelsbuch
Andelsbuch là một đô thị thuộc huyện Bregenz in Vorarlberg in Áo. Đô thị Andelsbuch có diện tích 19,56 km², dân số thời điểm năm 2006 là 2276 người.

## Tham khảo

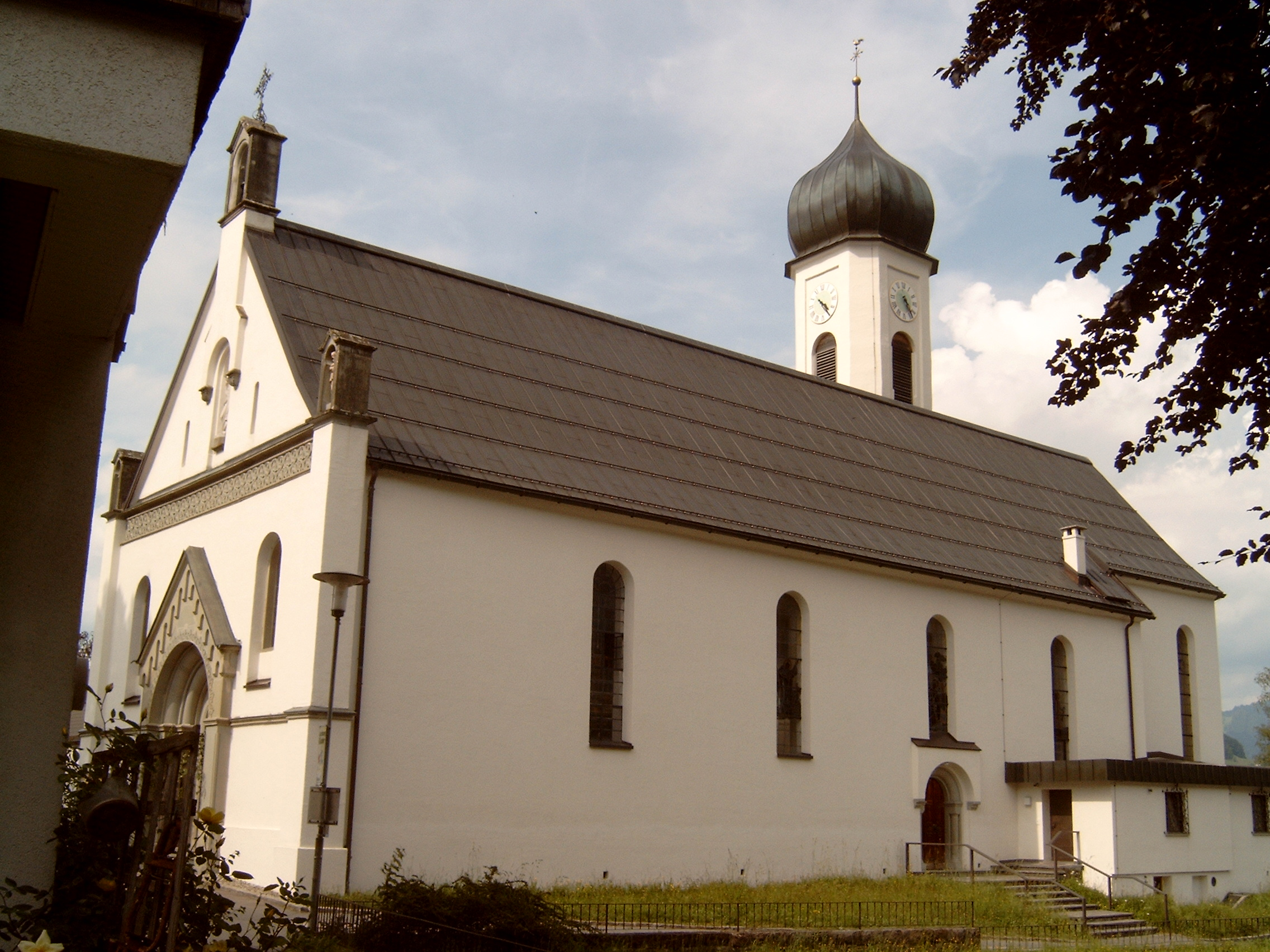
Andelsbuch, church